# Прапор Багамських Островів
Пра́пор Бага́мських Острові́в — один з офіційних символів Багамських Островів. Офіційно затверджений 10 червня 1973 року. Співвідношення сторін прапора 1:2.
Чорний рівнобедрений трикутник символізує єдність та рішучість багамців. Три горизонтальні стрічки однакової ширини символізують природні ресурси острова: дві стрічки аквамаринового кольору збоку символізують море, а золота стрічка у центрі символізує землю.

## Конструкція прапора
|                     |
| Конструкція прапора |

## Кольори
Офіційними кольорами прапора є:
| Колір     | Pantone | RGB          | HEX     | CMYK           |
| --------- | ------- | ------------ | ------- | -------------- |
| Аквамарин | 3145    | 0, 169, 206  | #00778B | 30, 0, 24, 100 |
| Жовтий    | 123     | 255, 199, 44 | #FFC72C | 0, 16, 89, 0   |
| Чорний    | None    | 0, 0, 0      | #000000 | 0, 0, 0, 100   |

## Історичні прапори

(1869-1904)
(1904-1923)
(1923—1953)
(1953—1964)
(1964—1973)

## Морські прапори

Прапор цивільних кораблів
Гюйс цивільних кораблів
Військово-морський прапор
Прапор допоміжних кораблів ВМС Багамських островів